# Весёлые истории (фильм, 1973)
«Весёлые истории» (лит. Linksmos istorijos) — детский телефильм трёх литовских режиссёров Стасиса Мотеюнаса, Альгимантас Адольфо Кундялис, Гитиса Лукшаса по сценарию Николая Носова.

## Сюжет
Фильм состоит из трёх новелл, сюжетно слабо связанных между собой темой сбора металлолома школьниками в Советской Литве. В основе новелл - рассказы Николая Носова «И я помогаю» (1956), «Про Гену» и «Телефон» (1947).
Первая новелла «Непоседа» рассказывает о внучке профессора-химика, убежавшей из дома после неудачного химического опыта, проведённого ею.
Вторая новелла «Плутишка» повествует о залгавшемся школьнике, обманывающем родителей и учительницу.
Героями третьей новеллы «Телефон» являются два друга-школьника, в качестве приза за сбор металлолома получивших два детских проводных телефонных аппарата.

## В ролях
- Дайва: Дайва Дауётите (Daiva Daujotytė)
- Симас Нарунас: Алёша Денисов (Aleksejus Denisovas)
- Микас Кикутис: Артурас Правилонис (Arturas Pravilonis)
- Гинтас: Серёжа Михайлов (Sergejus Michailovas)
- Мать Гинтаса: Гражина Баландите (Gražina Balandytė)
- Отец Гинтаса: Йонас Пакулис (Jonas Pakulis)
- Учительница: Эугения Плешките (Eugenija Pleškytė)
- Профессор: Стяпонас Космаускас (Steponas Kosmauskas)
- Дирижёр школьного духового оркестра: Гедиминас Гирдвайнис (Gediminas Girdvainis)

### В эпизодах
- Сборщик металлолома: Артурас Вегис (Artūras Vegys)
- Арас: Арас Лукшас (Aras Lukšas)
- Леонардас Зельчюс — директор школы (нет в титрах)

## Съёмочная группа
- Автор сценария: Николай Носов
- Режиссёр-постановщик: Стасис Мотеюнас, Альгимантас Кундялис, Гитис Лукшас
- Главный оператор: Альгимантас Моцкус
- Художник: Антанас Шакалис
- Композитор: Гедрюс Купрявичюс
- Звукооператор: Петрас Липейка
- Художник по костюмам: Гражина Рамейкайте
- Монтаж: А. Груодене

## Телепоказы
В СССР до 1991 года фильм многократно показывали по Центральному Телевидению. В постсоветское время фильм транслировался на телеканале «Ностальгия».